# Jablonec nad Nisou (distrito)
Jablonec nad Nisou é um distrito da República Checa na região de Liberec, com uma área de 402 km² com uma população de 88.154 habitantes (2002) e com uma densidade populacional de 219 hab/km².